# 왕숭 (대사공)
왕숭(王崇, ? ~ 3년)은 중국 전한 말기의 관료로, 자는 덕례(德禮)이다.

## 생애
낭야군 고우현(皋虞縣) 출신으로 어사대부 왕준의 아들이다. 왕준의 임자로 낭(郞)이 되었고, 자사·태수를 전전하면서 유능한 통치로 평판이 좋았다.
건평 3년(기원전 4년), 하남태수에서 어사대부로 승진하였다. 이때 외척 안성공후의 아내 방(放)이 무고 혐의로 수사를 받았는데, 방과 왕숭의 집안이 인척 관계를 맺었기 때문에, 애제의 의심을 사 대사농으로 좌천되었다.
이후 위위·좌장군을 역임하였고, 애제 붕어 후 대사공이 되고 부평후(扶平侯)에 봉해졌다.
원시 2년(2년), 왕망을 피하기 위하여 병을 핑계로 벼슬자리에서 물러났으나, 이듬해에 부비(傅婢)에게 독살되었고, 봉국은 폐지되었다.
아들 왕준(王遵)은 후한 광무제를 섬겨 중대부가 되었고, 의향후(義鄕侯)에 봉해졌다.

## 출전
- 반고, 《한서》
  - 권18 외척은택후표
  - 권19하 백관공경표 下
  - 권72 왕공양공포전